# Isosaari (ö i Finland, Södra Savolax, Nyslott, lat 61,91, long 29,06)
Isosaari är en ö i Finland. Den ligger i sjön Ylä-Kieluu och i kommunen Nyslott i  landskapet Södra Savolax, i den sydöstra delen av landet, 290 km nordost om huvudstaden Helsingfors. Öns area är 0,5 hektar och dess största längd är 120 meter i nord-sydlig riktning.